# Вайнштейн Самуїл Миронович
Самуїл Миронович Вайнште́йн (12 лютого 1918, Київ — 21 квітня 1996, там само) — український архітектор, кандидат архітектури з 1950 року; член Спілки архітекторів України з 1946 року.

## Біографія
Народився 12 лютого 1918 в Києві.
У 1934 працював художником стадіону «Динамо» в Києві.
Протягом 1934—1941 навчався на архітектурному факультеті Київського інженерно-будівельного інституту (викладачі Олександр Вербицький, Володимир Заболотний та Олександр Власов). Брав участь в німецько-радянській війні з липня 1941.
У 1946—1950 навчався в аспірантурі.
Протягом 1950—1955 — молодший науковий співробітник Академії архітектури УРСР. Займався розробкою проєктів клубів.
Протягом 1955—1957 — вчений секретар, а у 1958—1963 — старший науковий співробітник Інституту архітектури споруд Академії будівництва і архітектури УРСР.
З 1963 — старший науковий співробітник КиївЗНДІЕП.
Помер в Києві 21 квітня 1996.

## Творчіть

### Пам'ятники
Протягом 1944—1945 років за проєктами архітектора зведено низку монументів:
- пам'ятник на братській могилі полеглих бійцям та монумент загиблим офіцерам у місті Хатвані (Угорщина);
- монумент на братській могилі танкістів у місті Клуж-Напоці (Румунія);
- монумент загиблим офіцерам у місті Мішкольці (Угорщина);
- монумент воїнам Радянської армії у місті Банській Бистриці (Словаччина)[1].

### Споруди і проєкти

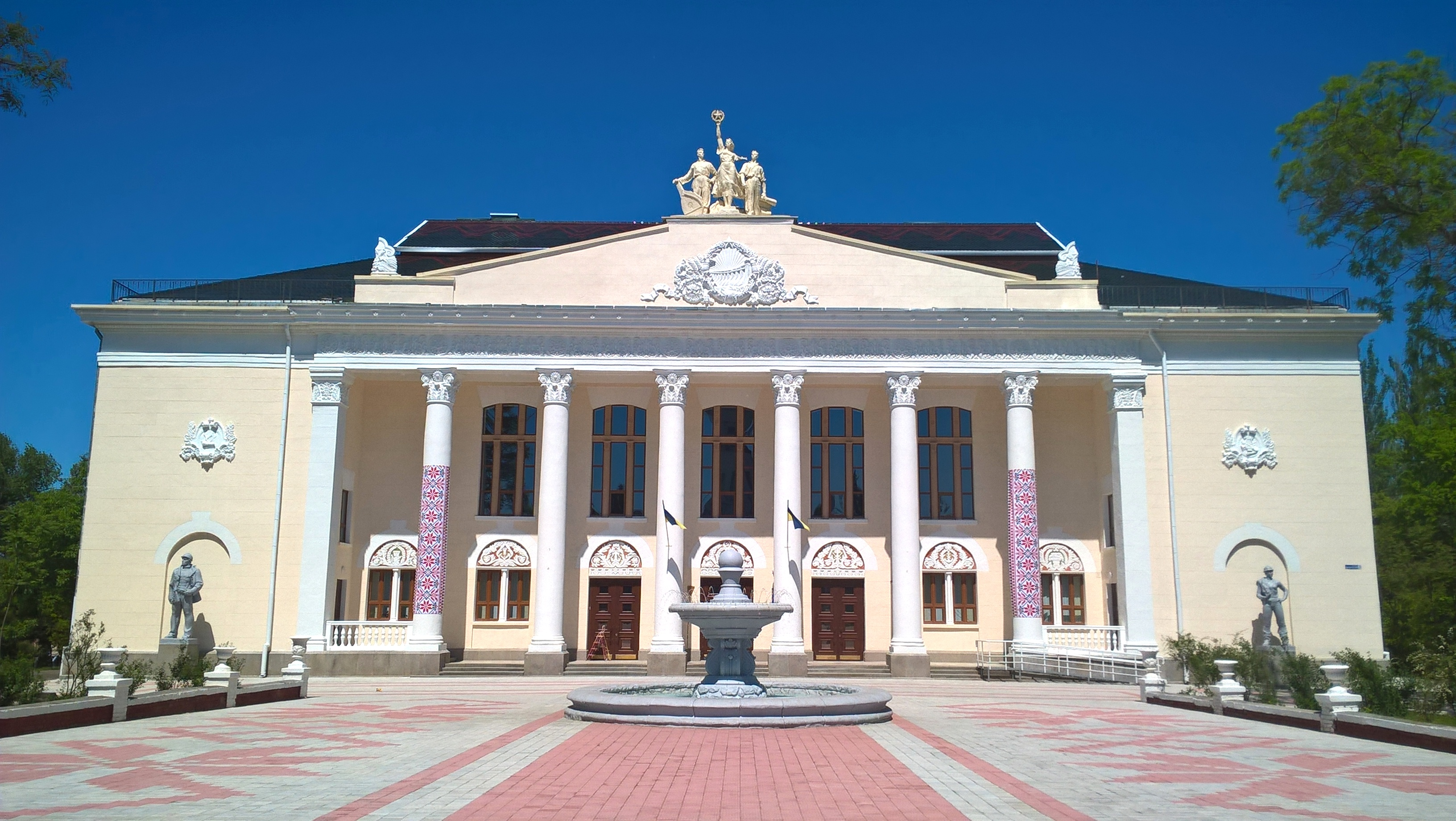
Новокаховський Палац культури

- проєкт клубу на 460 місць в селі Піщаному Черкаської області (1951; реалізований у 1955—1956 роках);
- у Новій Каховці
  - проєкт центральної площі (1952, у співавторстві з Олександром Касьяновим та Антоном Моторіним);
  - палац культури на 530 місць (1952, у співавторстві з Миколою Коломійцем);
  - палац Рад (1953, у співавторстві з Олександром Касьяновим, Георгієм Шлаканьовим та Антоном Моторіним; зведений у 1954—1956 роках);
- проєкт адміністративного будинку для селища Кремгес (1956);
- проєкт клубу для заводу «Червоний екскаватор» у Києві (1956, у співавторстві з Миколою Коломійцем);
- експериментальний проект клубу для села, що переноситься із зони затоплення, на 400 осіб (1956);
- проєкти комплексу громадських будівель (сільська рада з відділенням зв'язку, правління колгоспу з агролабораторією, магазин з комбінатом побутового обслуговування, будинок приїжджих) для забудови сільських центрів (1957, у співавторстві з Е. Грінгофом; реалізовано у селі Ксаверівці Київської області);
- типовий проєкт клубу на 500 осіб (1957, у співавторстві з Е. Грінгофом; реалізовано у селі Ксаверівці Київської області);
- проєкт клубу на 550 місць у селі Веселому (реалізований у 1958 році);
- проєкт експериментального мікрорайону на Батиєвій горі у Києві (1958, у співавторстві);
- проєкти експериментального житлового району в Дарниці, блоку первинного обслуговування на 2 тисячі осіб, громадського центру мікрорайону на 6 тисяч мешканців, громадського центру мікрорайону на 9 тисяч мешканців (1961, у співавторстві);
- проєкти торговельного центру житлового району на 30 тисяч мешканців, громадського центру мікрорайону на 6 тисяч осіб для південних районів УРСР (1962, у співавторстві);
- проєкти центру щоденного обслуговування на 4 тисячі осіб, центру щоденного обслуговування на 6 тисяч осіб, експериментальної будівлі побутового обслуговування житлового району на 45 тисяч осіб (1963, у співавторстві);
- проєкт переробки клубу на 500 місць у селі Моринцях Черкаської області (у співавторстві з Володимиром Орєховим та Юрієм Паньком; у 1965 році змінено планування другого поверху та зовнішній архітектурний вигляд).

### Інше
У 1948 році розробив проєкти меблевої фурнітури з металу, пластика та дерева, які стали експериментальними зразками.
Автор художніх робіт, частина з яких була представлена на Всеукраїнській виставці акварелі та рисунку в 1960 році.

### Публікації
Автор книг:
- «Новая Каховка» (1957);
- «Сельськие общестенные здания» (1961, у співавторстві).

Опублікував низку статей з питань теорії та практики архітектури у галузевих періодичних виданнях: «Вестник Академии строительства и архитектуры УССР», «Вестник Укргипросельстроя», «Архитектура СССР», «Строительство и архитектура», «Клубы», «Сборник УНИИТ» та інших.

## Нагороди
Нагороджений:
- радянськими орденами: Червоної Зірки (8 червня 1945), Вітчизняної війни ІІ ступеня (6 квітня 1985)[2];
- радянськими медалями: «За оборону Сталінграда» (22 грудня 1942), «За оборону Кавказу» (1 травня 1944), «За перемогу над Німеччиною» (9 травня 1945), «За взяття Будапешта» (9 червня 1945)[2], «За оборону Києва»[1].